# Forteresse Priamar

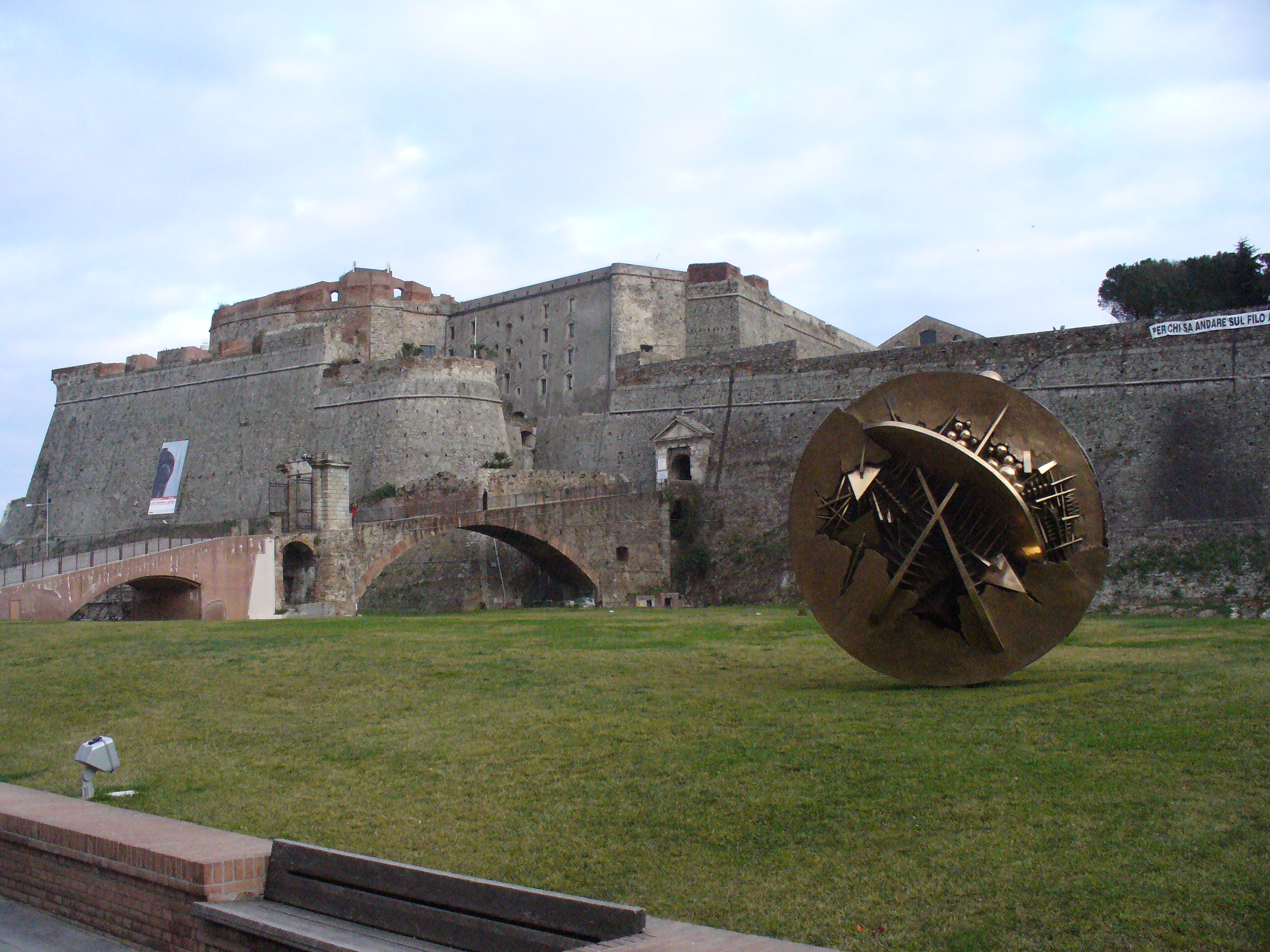
La forteresse Priamar.

La forteresse Priamar (en italien Fortezza del Priamar)  est une forteresse qui s'élève sur la colline du même nom qui domine la ville de Savone en Italie.

## Histoire
La forteresse de Priamar a été construite en 1542 par la république de Gênes sur un promontoire qui, à l'époque médiévale, était le centre de la province de Savone. La conception est l'œuvre de l'architecte Giovanni Maria Olgiati. 
Des traces de présences pré-romaine, romaine et byzantine dans le site ont été mises au jour les siècles passés et sont exposées au Musée archéologique de Savone. 
Au XVIIe siècle, la forteresse est transformée en bastion par l'architecte de la marine royale espagnole Domenico Sirena.
En 1746, au cours de la guerre de Succession d'Autriche, la forteresse a été prise d'assaut par les grenadiers piémontais. En 1820, après l'annexion de la Ligurie au royaume de Piémont-Sardaigne, elle est devenue une prison pouvant héberger 500 prisonniers. Au cours du Risorgimento, le patriote italien Giuseppe Mazzini a été emprisonné dans la forteresse de Priamar. La prison ferma ses portes en 1903.
Le peintre paysagiste anglais William Turner réalisa une aquarelle représentant La Forteresse Priamar à Savona vers 1828-1837. Elle est conservée à la Tate Britain à Londres